# لويس كازانوفا
لويس كازانوفا (بالإسبانية: Luis Casanova)‏ (1 يوليو 1992 في تشيلي - ) هو لاعب كرة قدم تشيلي في مركز الوسط. شارك مع منتخب تشيلي تحت 20 سنة لكرة القدم ومنتخب تشيلي تحت 23 سنة لكرة القدم ومنتخب تشيلي لكرة القدم. أما مع النوادي، فقد لعب مع نادي أوهيجينس ويونيون إسبانيولا وسان ماركوس دي أريكا ‏ ويونيون لا كاليرا.

## وصلات خارجية
- لويس كازانوفا على موقع قاعدة بيانات كرة القدم.إي يو (الإنجليزية)
- لويس كازانوفا على موقع ناشيونال فوتبول تيمز (الإنجليزية)
- لويس كازانوفا على موقع Soccerway.com (الإنجليزية)
- لويس كازانوفا على موقع AS.com (الإسبانية)